# Formosa Spaniolă

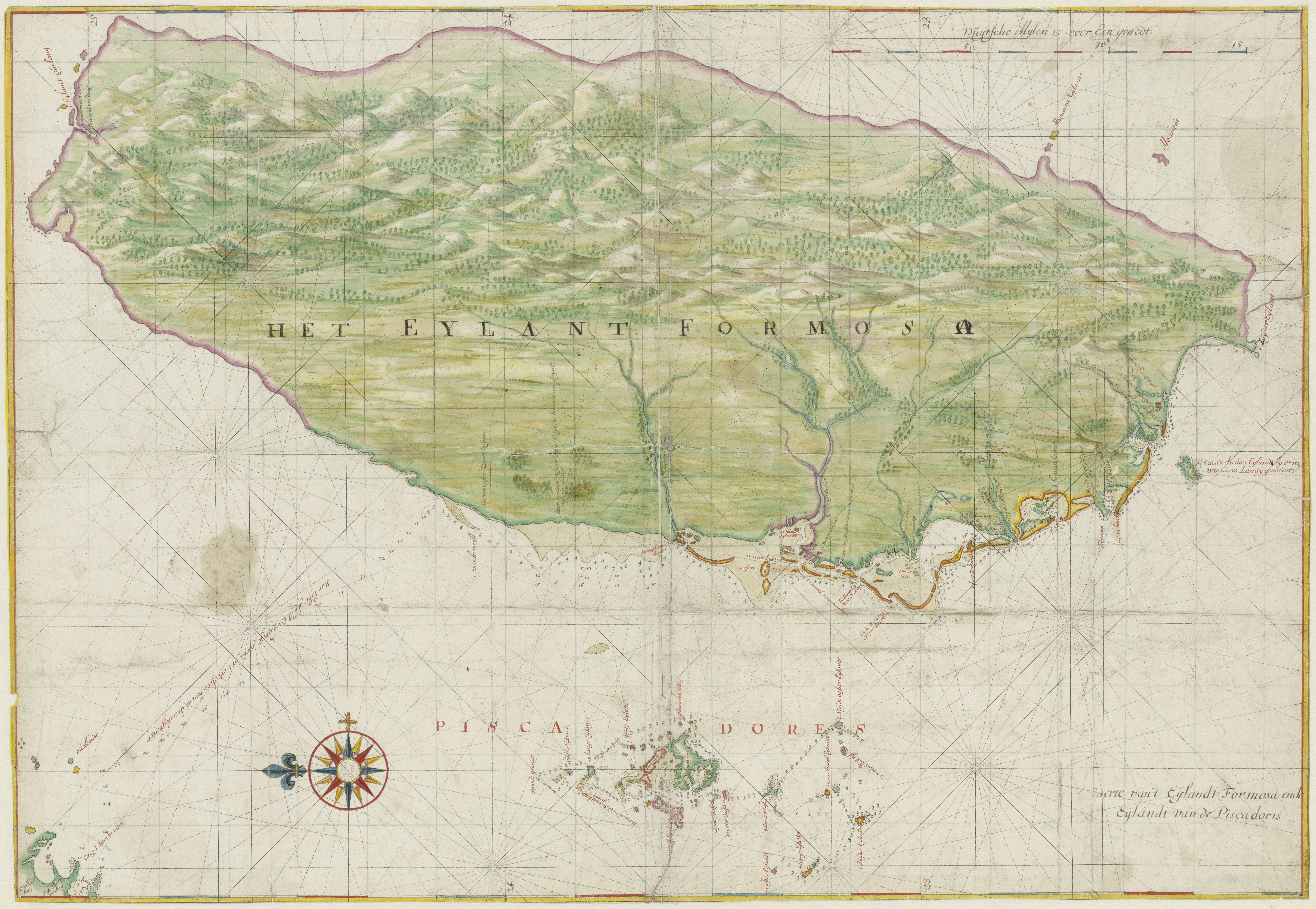
Harta Insulei Formosa

Formosa Spaniolă este o colonie spaniolă stabilită în partea de nord a Taiwanului (descoperită de Portugalia în 1544 și cunoscută de europeni ca Formosa) între anii 1626 și 1642. Proiectată pentru a apăra comerțul spaniol și portughez prin interferența bazei olandeze din sudul Taiwanului, colonia a fost de scurtă durată din cauza lipsa de voință a autorităților coloniale din Manila. După 17 ani, ultima fortăreață spaniolă a fost asediată de forțele olandeze, iar Olanda a preluat controlul asupra coloniei.